# Gesamtdeutsche Volkspartei

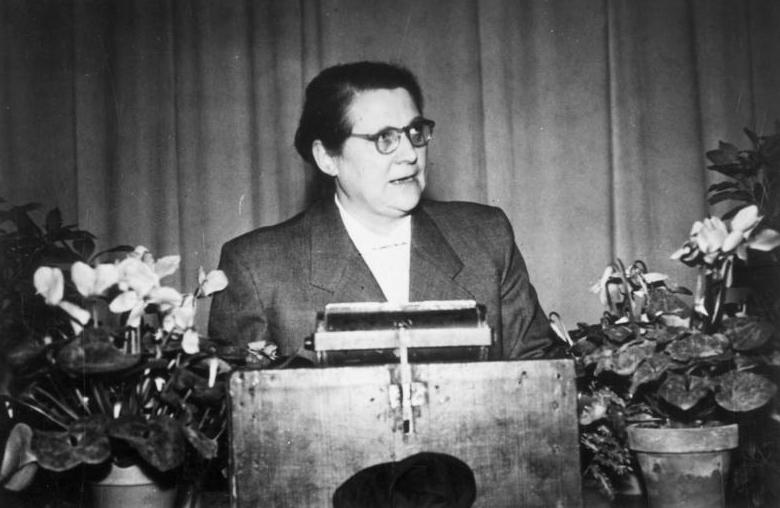
Helene Wessel op de oprichtingsvergadering van de GVP in 1952

De Gesamtdeutsche Volkspartei (GVP) was een (West-)Duitse politieke partij die tussen 29 november 1952 en 19 mei 1957 bestond. De centrale eisen van de partij waren de neutraliteit en hereniging van Duitsland. Zij werd opgericht uit protest tegen de herbewapening van Duitsland (“Wiederbewaffnung”) en de westelijke oriëntatie van de bondsrepubliek.
In het begin van de jaren vijftig zorgde de “Duitsland-politiek” voor heel wat controversen in het Duitse politieke leven. De regering onder leiding van Konrad Adenauer vertrad de thesis dat een hereniging van Duitsland enkel op lange termijn kon bereikt worden door een integratie van de bondsrepubliek in het westelijk blok. De GVP wilde tegenover deze regeringspolitiek een alternatief stellen. Met het zogenoemde “Konzept der Ausklammerung” wilde de partij een onafhankelijkheid creëren van de hegemonie van de Verenigde Staten en de Sovjet-Unie. Hierdoor zou de deling van Duitsland overwonnen kunnen worden.
De partij werd op 29 november 1952 in Frankfurt am Main in het lokaal “Festeburg” opgericht door een aantal leden van de eerder gevormde “Notgemeinschaft für den Frieden Europas”. Als drijvende krachten worden de latere bondspresident Gustav Heinemann (die uit protest tegen de herbewapening ontslag als minister van binnenlandse zaken genomen, en de CDU verlaten had) en Helene Wessel (ex-voorzitster van de Zentrumspartei) genoemd.
De partij bestond voornamelijk uit ex-leden van de CDU, de Zentrumspartei en leden van de Bekennende Kirche (een groepering binnen de evangelische kerk die zich tijdens het naziregime tegen de beïnvloeding van de kerk door de nationaalsocialisten verzette).
De partij kende geen politiek succes: bij de bondsdagsverkiezingen van 1953, haalde ze, ondanks een gemeenschappelijk optreden met de Bund der Deutschen onder leiding van ex-rijkskanselier Joseph Wirth, slechts 1,3% der stemmen, Nadat ze bij de bondsdagsverkiezingen van 1956 in Baden-Württemberg ook maar 1,6% haalde, besloot de partij op 19 mei 1957 zichzelf te ontbinden. De leden werd aangeraden naar de SPD over te stappen. Een beperkt succes had de partij geboekt bij de lokale verkiezingen in Noordrijn-Westfalen van 28 oktober 1956, waar ze 78 gemeentelijke mandaten in de wacht kon slepen.
Het beperkte succes van de partij kan, volgens sommige bronnen, verklaard worden door een echte of vermeende aanleuning bij en ondersteuning door communistische organisaties en personen. Bij de oprichting was ook de “Darmstädter Aktionsgruppe”, een pro-communistische beweging, aanwezig, en de Bund der Deutschen werd door de KPD en de Oost-Duitse SED gefinancierd.
Bekende leden van de GVP waren onder meer de politici Thea Arnold, Hans Bodensteiner, Diether Posser, Robert Scholl, de auteur Carl Amery en de latere bondspresident Johannes Rau.